# Ніколаєнко Григорій Федотович
Григорій Федотович Ніколаєнко (нар. 1905, село Покровське, тепер Дніпропетровської області — ?) — український радянський партійний діяч, секретар Одеського обласного комітету КП(б)У, відповідальний редактор одеської обласної газети «Чорноморська комуна».

## Біографія
Народився в бідній селянській родині. Чотири роки навчався в початковій сільській школі. У 1920 році вступив до комсомолу.
У 1923 році закінчив педагогічний технікум.
З 1923 року працював вчителем на станції Чаплино, а потім на станції Верхівцево Катерининської залізниці.
Член ВКП(б) з 1928 року.
У 1931—1936 роках — студент Дніпропетровського інституту інженерів залізничного транспорту, здобув спеціальності інженера-електрика залізничного транспорту та інженера-механіка із вагонного господарства. Одночасно з 1933 року працював редактором дніпропетровської міської газети. 
У 1937—1938 роках — головний інженер вагонної дільниці станції Одеса-Головна, одночасно редактор газети залізничного вузла «Пасажирський поїзд».
У 1938 році — секретар Кагановичського районного комітету КП(б)У міста Одеси.
У 1938—1939 роках — відповідальний редактор одеської обласної газети «Чорноморська комуна».
2 березня 1939 — 7 березня 1940 року — секретар Одеського обласного комітету КП(б)У з пропаганди.
Подальша доля невідома.